# Крушевацкая епархия
Крушева́цкая епа́рхия (серб. Епархија крушевачка) — епархия Сербской православной церкви с кафедрой в Крушеваце.

## Основание
Епархия создана 18 ноября 2010 года решением Священного Архиерейского Собора Сербской Православной Церкви из частей Нишской, Шумадийской, Браничевской и Жичской епархий.
После создания епархии принято решение, что первый епископ будет избран на очередном заседании Священного Архиерейского Собра. До того времени администратором новоучреждённой епархии назначался епископ Хризостом (Столич).
13 февраля 2011 года, состоялась заседание основателей совета и был официально зачитан акт о создании епархии. Для нового администратора избран епископ Шумадийский Иоанн (Младенович). На сессии были избраны члены Епархиального церковного суда, Епархиального совета и Епархијског управног одбора.
26 мая 2011 года на очередном Священном Архиерейском Соборе Сербской Православной Церкви на место епископа в Крушевацкой епархии был избран иеродиакон Давид (Перович), доцент Богословского факультета в Белграде, поставленный во епископа 24 июля 2011 года.

## Епископы
- Хризостом (Столич) (18 ноября 2010 — 13 февраля 2011) в/у, еп. Жичский
- Иоанн (Младенович) (13 февраля — 24 июля 2011) в/у, еп. Шумадийский
- Давид (Перович) (с 24 июля 2011)

## Монастыри
В епархии действуют 15 монастырей:
- Монастырь Рождества Пресвятой Богородице — Наупаре (женский; село Наупара)
- Монастырь Покрова Пресвятой Богородице — Мрезеница (село Мрзеница)
- Монастырь Введения во Храм Пресвятой Богородице — Дренча (село Дренча)
- Монастырь Святых Иоакима и Анны — Стрмац (село Батоте)
- Монастырь Святого архидиакона Стефана — Лепенац (село Лепенац)
- Монастырь Святых бессребреника Косьме и Дамиана — Плеш (село Плеш)
- Монастырь Святого пророка Илии — Руденица (село Руденице)
- Монастырь Святого архидиакона Стефана — Милентија (село Милентија)
- Монастырь Успения Пресвятой Богородице — Любостиня (село Прнявор)
- Монастырь Введения Пресвятой Богородице — Велуће (село Велуче)
- Монастырь Святого апостола и евангелиста Луки — Бошњане (село Бошњане)
- Монастырь Святого Николе Мирликијског — Својново (село Својново)
- Монастырь Покрова Пресвятой Богородицы — Лешје (село Лешју)
- Монастырь Святой Недели — Петина (Петина близ Крушеваца)
- Монастырь Преображения Господня — Коморане (село Коморане)